# Carlos Zingaro
Carlos Zíngaro Alves (* 15. Dezember 1948 in Lissabon) ist ein portugiesischer Musiker (Violine, Laptop) der Neuen Improvisationsmusik sowie Komponist und Comiczeichner.

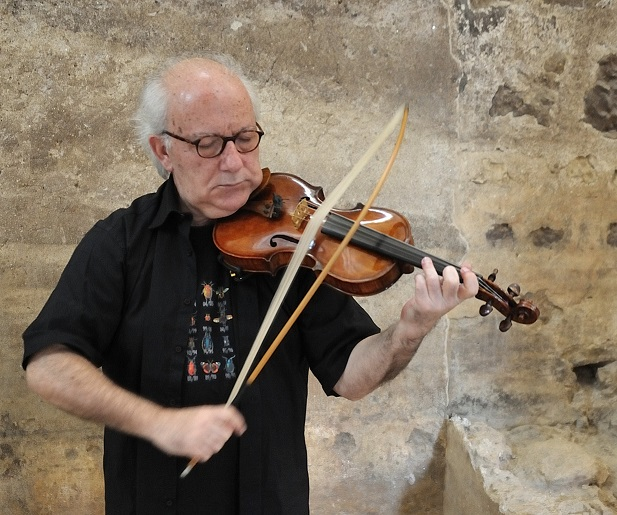
Carlos Zingaro mit BACH.Bogen

## Leben und Wirken
Zíngaro wurde bereits mit fünf Jahren als Violinist am Lissaboner Konservatorium in klassischer Musik ausgebildet. Im Anschluss an diesen Unterricht begann er 1967 ein zweijähriges Studium als Kirchenorganist an der Hochschule für Geistliche Musik. Außerdem war er während der 1960er Jahre Mitglied des Kammerorchesters der Universität Lissabon. 1967 gründete er das Ensemble Plexus, damals die einzige Gruppe Portugals, die auf der Basis von zeitgenössischer Musik, Improvisation und Rockmusik einen eigenständigen Ansatz entwickelte und 1968 eine Single für RCA Victor einspielte. Er absolvierte 1975 sein Bühnenbildnerstudium an der Lissaboner Theater-Hochschule, wo er später auch in der Direktion beschäftigt war.
Von 1974 bis 1980 war Zíngaro musikalischer Leiter der Theatergruppe Comicos, für die er diverse Bühnenmusiken komponierte. 1981 erhielt er den portugiesischen Kritikerpreis für die beste Theatermusik. Weiterhin komponierte er Filmmusiken und arbeitete mit der Tanzkompanien der Genfer Oper, der Gulbenkian Dance Company sowie mit Francis Plisson, Ludger Lamers, Isabelle Schad, Vasco Wellencamp, Vera Mantero und Olga Roriz.
Seit 1975 arbeitete Zíngaro im Ensemble von Kent Carter und beschäftigte sich intensiver mit Improvisierter Musik. 1979 nahm er auf Einladung von Karl Bergers Creative Music Foundation in Woodstock an Workshops und Aufführungen teil von Improvisationsmusikern und Komponisten wie Anthony Braxton, Roscoe Mitchell, George Lewis, Leo Smith, Tom Cora und Richard Teitelbaum, mit dem bis heute regelmäßig zusammenarbeitet. Andrea Centazzo holte ihn in sein Mitteleuropa Orchestra. In der Folge arbeitete er zusammen mit so unterschiedlichen Improvisatoren wie Rodrigo Amado (The Space Between (2003), Surface (for Alto, Baritone and Strings), 2007), Daunik Lazro, Barre Phillips, Derek Bailey, Joëlle Léandre, Jon Rose, Peter Kowald, John Butcher, Mark Dresser, John Zorn, François Cotinaud, Roger Turner, Hans Reichel, Rüdiger Carl, Dominique Regef, Evan Parker, Dominique Pifarély, Günter Müller, Mats Gustafsson, Agustí Fernández, Paul Lovens, Tomas Ulrich, Peggy Lee, Norbert Möslang und Fred Lonberg-Holm. Sowohl als Solist als auch in Ensembles gastierte Zingaro auf vielen relevanten Festivals für Neue Musik und Improvisation in Europa, Asien und Amerika.
Als Comiczeichner und Illustrator war Zíngaro Gründungsmitglied der Kunstgalerie Comicos in Lissabon; seine Arbeiten wurden vielfach ausgestellt und mit verschiedenen Preisen ausgezeichnet. Seine Zeichnungen verwendet er auch für seine Alben, beispielsweise das Cover von Musiques de scène.